# 西山瀑布
西山瀑布，位于中国广东省河源市连平县元善镇城西4公里的西山，为河源市连平县的一个县级文物保护单位，类型为其他，公布时间为1986年1月。
西山瀑布的历史年代为不祥。